# Compagnie de la Baie du Nord
Pour les articles homonymes, voir Compagnie du Nord.
La Compagnie de la Baie du Nord a été fondée en 1682 par des marchands (principalement des marchands français), avec à leur tête Charles Aubert de La Chesnaye, pour commercer dans la baie d'Hudson par voie de mer sur le modèle de ce que les Anglais avaient réussi en créant en 1670 la compagnie de la Baie d'Hudson, avec l'aide de Pierre-Esprit Radisson et son beau-frère Médard Chouart des Groseilliers.
Les jésuites écrivaient à Colbert et à des courtisans de France et même à d’autres particuliers pour signaler l’agression anglaise et déplorer le manque de contre-mesures efficaces de la part des Français. À Londres, vers la fin de l'année 1674, Pierre-Esprit Radisson et son beau-frère rencontrent un Français enlevé à la rivière Rupert, le jésuite Charles Albanel, qui les persuade d'opérer un retour dans le giron de la France ; les deux hommes ont alors livré l'essentiel de leur savoir et la compagnie de la Baie d'Hudson les traite alors avec désinvolture.
La compagnie bénéficie du soutien du gouvernement français, qui a organisé en 1681 à Paris une entrevue entre ses promoteurs et les explorateurs Pierre-Esprit Radisson et Médard Chouart des Groseilliers. Dotée de deux navires, commandés par Zachariah Gillam, elle avait pour mission de « stabiliser les alliances » avec ses alliés amérindiens au nord des Grands Lacs, ce qui passait par des combats avec les Iroquois. 
Au mois d'août 1682, Radisson et Des Groseilliers conduisent les deux navires de la compagnie jusqu'à la rivière Monsoni (Hayes), à l'extrême sud de la baie James. Ils arrachent Port Nelson aux Anglais, s'emparent d'un navire bostonnais appartenant à Benjamin Gillam, un commerçant hors-la-loi de la Nouvelle-Angleterre, fils de Zachariah Gillam et ramènent une impressionnante cargaison de fourrures.
Mais à leur retour, ils se voient refuser le juste paiement de leur contribution au motif que la France n'est pas en guerre contre l'Angleterre. L'officier anglais capturé est libéré et le bateau rendu aux Anglais. Par ailleurs, Radisson est conduit à Paris où il est accusé de ne pas avoir payé l'impôt de 25 % sur sa cargaison. Dégoûté, Des Groseilliers quitte la compagnie et Radisson repart en Angleterre, d'autant plus que sa femme est la fille d'un des directeurs de la compagnie de la Baie d'Hudson.
Arrivé en Angleterre en mai 1684, Radisson réintègre la compagnie de la Baie d'Hudson et quinze jours plus tard navigue vers la baie d'Hudson à bord du Happy Return, qui jette l'ancre près de Port-Nelson puis à la rivière Hayes, où il persuade son neveu de se ranger du côté de l'Angleterre.
En 1685, Louis XIV cède à la compagnie le monopole de la traite des fourrures dans la baie d'Hudson, mais les coûteuses expéditions militaires contre la compagnie de la Baie d'Hudson et la taxation ruineuse du commerce des fourrures (le quart de la vente était prélevé) acculent la compagnie à la faillite, même si son principal actionnaire Charles Aubert de La Chesnaye, se fait construire un hôtel particulier rue du Sault-au-Matelot à Québec. 
Son monopole lui est retiré le 10 janvier 1700 ; il est transféré à la compagnie de la Colonie.